# Monika Pedersen
Monika Pedersen (nacida el 21 de diciembre de 1978 en Aarhus, Midtjylland, Dinamarca) es una cantante danesa. Actualmente es la vocalista de la banda progresiva y gótica Sinphonia.
Este grupo se mantuvo inactivo por alrededor de año y medio, mientras Pedersen estuvo incorporada a la agrupación noruega Sirenia, en sustitución de Henriette Bordvik.

## Biografía
Pedersen es una de las integrantes originales de Sinphonia, fundada en 1998 en Copenhague, con los que publicó los álbumes When the Tide Breaks (2002), The Divine Disharmony (2002) y el EP Silence (2005). Con este material discográfico, la agrupación tuvo algún éxito en su país y en los restantes países nórdicos.
Luego de una extensa audición que convocó Sirenia en Noruega a mediados de 2006, Pedersen fue elegida como la tercera vocalista consecutiva de la banda. Con Sirenia grabó un único álbum de estudio Nine Destinies and a Downfall (2007), y dos sencillos con su respectivo vídeo musical: "My Mind's Eye" y "The Other Side", los primeros para la banda y que tuvieron buena aceptación dentro del público.
A pesar de lograr cierto reconocimiento internacional por su participación con Sirenia, se marchó de una forma imprevista y unilateral debido a diferencias musicales con Morten Veland, el 5 de noviembre de 2007, tan sólo nueve meses después de publicarse el disco Nine Destinies and a Downfall y previo a una gira europea de conciertos junto con la banda sueca Therion, que se debió cancelar.
También hizo apariciones importantes en otras agrupaciones de la escena rock metalera de su país, como Mercenary, Efektor, Evil Masquerade, Manticora y Ad Nocturm.
A inicios de 2012, se integró a la nueva agrupación progresiva The World State, con la que lanzó el sencillo "A Castle for the Battles that I Fight" y el EP Flier en junio de 2013. Sin embargo, abandonó el proyecto en marzo de 2014 alegando razones familiares. Su lugar fue asumido por Bina Rosenvinge.

## Discografía

### Con Sinphonia
- When the Tide Breaks - 2000
- The Divine Disharmony - 2002
- Silence (EP) - 2005

### ConSirenia
- Nine Destinies and a Downfall - 2007
- "My Mind's Eye" (sencillo) - 2007

### Con The World State
- Flier (EP) - 2013
- "A Castle for the Battles that I Fight" (sencillo) - 2013

### Videos musicales
- My Mind's Eye (Sirenia) - 2007
- The Other Side (Sirenia) - 2007

### Apariciones especiales
- Con Mercenary - 11 Dreams (2004)
- Con Evil Masquerade - Theatrical Madness (2005)